# Ringo Starr and Friends
Ringo Starr è il ventiquattresimo album solista di Ringo Starr (l'ottavo dal vivo, escludendo la raccolta The Anthology...So Far), uscito il 15 agosto 2006 su etichetta Disky.
Ennesimo album dal vivo della All-Starr Band.
Sebbene pubblicato nel 2006, contiene registrazioni risalenti al tour del 2001.
I componenti della band sono Ian Hunter, Howard Jones, Roger Hodgson, Sheila E, Greg Lake e Mark Rivera.

## Tracce
1. Photograph - 4:21
2. Act Naturally - 2:29
3. All the Young Dudes - 5:35
4. Don't Go Where the Road Don't Go - 4:34
5. No One Is to Blame - 6:11
6. Yellow Submarine - 3:06
7. Logical Song - 3:48
8. Glamorous Life - 9:03
9. I Wanna Be Your Man - 3:24
10. Give a Little Bit - 4:20
11. The Long Way Home - 4:37
12. You're Sixteen - 2:29
13. Lucky Man - 4:41
14. With a Little Help from My Friends - 5:34

## In Concert
L'album è uscito anche con il titolo In Concert, con copertina differente ma identico contenuto.